# Neředín
Neředín (dříve též Neřetín, německy Neretein) je historická obec, městská čtvrť a část statutárního města Olomouc ve stejnojmenném okrese v Olomouckém kraji. Katastrálně pod Neředín zčásti patří i Tabulový Vrch.
Prochází zde silnice II/448. Sídlí zde Fakulta tělesné kultury Univerzity Palackého a nachází se zde také velká část univerzitních kolejí.

## Název
Jméno středověké vesnice bylo odvozeno od osobního jména Neředa a znamenalo „Neředův majetek“. Do němčiny bylo převzato nejprve jako Neredein a později (poprvé od začátku 17. století) jako Neretein. Vlivem německé podoby se české jméno v 19. století uvádělo jako Neřetín.

## Historie
První písemná zmínka o Neředíně pochází z roku 1234, ovšem v roce 2001 byly na jeho území nalezeny zbytky opevnění tábora z doby římské. Na tomto místě v ulici Římská pak byl roku 2013 zasazen milník, připomínající nejsevernější pobyt římských vojsk. Ves patřila olomoucké kapitule, a to až do roku 1850, kdy se stala samostatnou politickou obcí. I pak ovšem farností, poštou, četnickou stanicí apod. spadala pod Novou Ulici. Na návsi, dnes ulice Neředínská, byla roku 1792 postavena kaple se zvonem. Výstavba olomoucké pevnosti se Neředína dotkla pouze nepřímo, když zde byl v roce 1854 dokončen předsunutý fort č. XV, dnes využívaný jako paintballové hřiště, a prachárny.
Významným se Neředín stal počátkem 20. století. Roku 1901 u cesty k Topolanům město Olomouc zbudovalo nový centrální hřbitov (včetně hřbitova židovského), doplněný roku 1932 o krematorium. Jeho území bylo ale tehdy vyňato z neředínského katastru a připojeno k Olomouci, sám Neředín se stal součástí tzv. Velké Olomouce až v roce 1919. V roce 1905 bylo na východě katastru obce navíc zřízeno velké vojenské cvičiště, z jehož části se roku 1920 stalo vojenské letiště, svého času jedno z nejvýznamnějších v Československu. Tím původně malá zemědělská obec nabyla jisté důležitosti, a proto sem byla už v roce 1914 prodloužena trať olomouckých tramvají, dnes končící smyčkou u hřbitova.
Neředín byl až do roku 1945 součástí olomouckého jazykového ostrova, protože byl osídlen převážně Němci, kteří zde původně tvořili asi dvoutřetinovou většinu. Působil zde Bund der Deutschen nebo německý čtenářský a pěvecký spolek, jejichž předsedou byl Josef Spurny, a až do vzniku Československé republiky zde byla též jen německá škola. Od roku 2002 byla obnovena tradice masopustních obchůzek.

## Obyvatelstvo
| Rok      | 1869  | 1880  | 1890  | 1900  | 1910  | 1921  | 1930  |       |
| -------- | ----- | ----- | ----- | ----- | ----- | ----- | ----- | ----- |
| Obyvatel | 300   | 343   | 406   | 412   | 486   | 516   | 1 321 |       |
| Domů     | 41    | 48    | 54    | 58    | 60    | 65    | 112   |       |
| Rok      | 1950  | 1961  | 1970  | 1980  | 1991  | 2001  | 2011  | 2021  |
| Obyvatel | 1 518 | 2 732 | 5 076 | 7 501 | 9 783 | 9 747 | 9 628 | 8 928 |
| Domů     | 190   | ?     | 310   | 511   | 557   | 724   | 878   | 909   |

1. ↑  Z toho 1 068 osob národnosti československé, 203 německé a 50 ostatních.[14]

## Obecní správa
Při sčítání lidu v letech 1850–1919 byl Neředín samostatnou obcí v okrese Olomouc. Od roku 1919 je částí statutárního města Olomouc.

## Pamětihodnosti
- Hřbitov, rozdělen na oddělení římskokatolické (s kaplí), evangelické (s kaplí) a židovské (s obřadní síní)
- Krematorium, arch. Alois Šajtar, 1932
- Novorománská kaple z režného zdiva nad hrobem J. K. Demela († 1905)
- Albin Schloss: Reliéf Loučení na hrobě architekta V. Wittnera († 1912)
- Anton Hanak: Náhrobek rodiny Primavesi s alegorií Věčnosti (žena z bílého mramoru, sedící mezi dvěma pylony z černého mramoru), 1909
- Julius Pelikán: Socha kazatele na hrobě Terezie († 1912) a Marie († 1918) Zamykalových
- J. L. Urban: Busta pěvce na pomníku H. Haagena († 1906)
- Olbram Zoubek: Litá plastika ženy na hrobě MUDr. I. Poláchové († 1994)